# Pseudoricia sibyllae
Pseudoricia sibyllae är en fjärilsart som beskrevs av Druce 1885. Pseudoricia sibyllae ingår i släktet Pseudoricia och familjen tandspinnare. Inga underarter finns listade.